# 新疆猪牙花
新疆猪牙花（学名：Erythronium sibiricum），为百合科猪牙花属下的一个种。

## 扩展阅读
維基物種上的相關：新疆猪牙花